# Violet Pakenham
Lady Violet Georgiana Pakenham (13 marzo 1912 – 12 gennaio 2002) è stata una scrittrice irlandese.

## Biografia
Era la terza figlia di Thomas Pakenham, V conte di Longford, e di sua moglie, Lady Mary Julia Child Villiers, figlia di Victor Child Villiers, VII conte di Jersey. Ha studiato presso la St Margaret's School, a Bushey.

## Carriera
Lei si era un memorialista e biografia. Il suo The Life of a Provincial Lady (1988), sulla vita di E. M. Delafield, ed è stata definita da un critico "una delle migliori biografie letterarie di uno scrittore inglese del ventesimo secolo". Coloro che conosceva bene la coppia ritiene che Lady Violet desse un contributo significativo per la ricchezza, la profondità e la lucentezza al lavoro del marito. Scrisse una biografia sulla romanziera inglese Flora Annie Steel.

## Matrimonio
Sposò, il 1 dicembre 1934, Anthony Powell, figlio del tenente colonnello Philip Powell. Ebbero due figli:
- Tristram Roger Dymoke Powell (25 aprile 1940), sposò Virginia Lucas, ebbero due figli;
- John Marmion Anthony Powell (11 gennaio 1946);

## Opere
- The Album of Anthony Powell's Dance to the Music of Time
- A Compton-Burnett Compendium
- A Jane Austen Compendium: The Six Major Novels
- The Constant Novelist: A Study of Margaret Kennedy, 1896–1967
- Flora Annie Steel: Novelist of India
- The Irish Cousins: The Books and Background of Somerville and Ross
- The Life of a Provincial Lady: A Study of E.M. Delafield and Her Works
- Margaret, Countess of Jersey: A Biography
- A Substantial Ghost: The Literary Adventures of Maude ffoulkes
- Five Out of Six: An Autobiography (a reference to her birth order amongst her siblings)
- Within the Family Circle: An Autobiography
- The Departure Platform: An Autobiography
- A Stone in the Shade: Last Memoirs[4]

## Ascendenza
|                                            |                                           |                                       | Genitori                                      |  |  | Nonni |  |  | Bisnonni                              |  |  | Trisnonni                              |  |
|                                            |                                           |                                       |                                               |  |  |       |  |  | Thomas Pakenham, II conte di Longford |  |  | Edward Pakenham, II barone di Longford |  |
|                                            |                                           |                                       |                                               |  |  |       |  |  | Thomas Pakenham, II conte di Longford |  |  | Edward Pakenham, II barone di Longford |  |
|                                            |                                           | Catherine Rowley                      |                                               |  |  |       |  |  | Thomas Pakenham, II conte di Longford |  |  |                                        |  |
| William Pakenham, IV conte di Longford     |                                           |                                       |                                               |  |  |       |  |  | Thomas Pakenham, II conte di Longford |  |  |                                        |  |
|                                            |                                           | lady Georgiana Emma Charlotte Lygon   | William Lygon, I conte Beauchamp              |  |  |       |  |  |                                       |  |  |                                        |  |
|                                            |                                           | lady Georgiana Emma Charlotte Lygon   | William Lygon, I conte Beauchamp              |  |  |       |  |  |                                       |  |  |                                        |  |
|                                            |                                           | lady Georgiana Emma Charlotte Lygon   | Catherine Denn                                |  |  |       |  |  |                                       |  |  |                                        |  |
| Thomas Pakenham, V conte di Longford       |                                           | lady Georgiana Emma Charlotte Lygon   |                                               |  |  |       |  |  |                                       |  |  |                                        |  |
|                                            |                                           | George Rice-Trevor, IV barone Dynevor | George Rice, III barone Dynevor               |  |  |       |  |  |                                       |  |  |                                        |  |
|                                            |                                           | George Rice-Trevor, IV barone Dynevor | George Rice, III barone Dynevor               |  |  |       |  |  |                                       |  |  |                                        |  |
|                                            |                                           | George Rice-Trevor, IV barone Dynevor | hon. Frances Townshend                        |  |  |       |  |  |                                       |  |  |                                        |  |
| hon. Selina Rice-Trevor                    |                                           | George Rice-Trevor, IV barone Dynevor |                                               |  |  |       |  |  |                                       |  |  |                                        |  |
|                                            |                                           | Frances Fitzroy                       | lord Charles Fitzroy                          |  |  |       |  |  |                                       |  |  |                                        |  |
|                                            |                                           | Frances Fitzroy                       | lord Charles Fitzroy                          |  |  |       |  |  |                                       |  |  |                                        |  |
|                                            |                                           | Frances Fitzroy                       | lady Frances Anne Stewart                     |  |  |       |  |  |                                       |  |  |                                        |  |
| lady Violet Pakenham                       |                                           | Frances Fitzroy                       |                                               |  |  |       |  |  |                                       |  |  |                                        |  |
|                                            | George Child Villiers, VI conte di Jersey | George Villiers, V conte di Jersey    |                                               |  |  |       |  |  |                                       |  |  |                                        |  |
|                                            | George Child Villiers, VI conte di Jersey | George Villiers, V conte di Jersey    |                                               |  |  |       |  |  |                                       |  |  |                                        |  |
|                                            | George Child Villiers, VI conte di Jersey | lady Sarah Fane                       |                                               |  |  |       |  |  |                                       |  |  |                                        |  |
| Victor Child Villiers, VII conte di Jersey | George Child Villiers, VI conte di Jersey |                                       |                                               |  |  |       |  |  |                                       |  |  |                                        |  |
|                                            |                                           | Julia Peel                            | sir Robert Peel, II baronetto                 |  |  |       |  |  |                                       |  |  |                                        |  |
|                                            |                                           | Julia Peel                            | sir Robert Peel, II baronetto                 |  |  |       |  |  |                                       |  |  |                                        |  |
|                                            |                                           | Julia Peel                            | Julia Floyd                                   |  |  |       |  |  |                                       |  |  |                                        |  |
| lady Mary Julia Child-Villiers             |                                           | Julia Peel                            |                                               |  |  |       |  |  |                                       |  |  |                                        |  |
|                                            |                                           | William Leigh, II barone Leigh        | Chandos Leigh, I barone Leigh                 |  |  |       |  |  |                                       |  |  |                                        |  |
|                                            |                                           | William Leigh, II barone Leigh        | Chandos Leigh, I barone Leigh                 |  |  |       |  |  |                                       |  |  |                                        |  |
|                                            |                                           | William Leigh, II barone Leigh        | Margarette Willis                             |  |  |       |  |  |                                       |  |  |                                        |  |
| hon. Margaret Elizabeth Leigh              |                                           | William Leigh, II barone Leigh        |                                               |  |  |       |  |  |                                       |  |  |                                        |  |
|                                            |                                           | lady Caroline Amelia Grosvenor        | Richard Grosvenor, II marchese di Westminster |  |  |       |  |  |                                       |  |  |                                        |  |
|                                            |                                           | lady Caroline Amelia Grosvenor        | Richard Grosvenor, II marchese di Westminster |  |  |       |  |  |                                       |  |  |                                        |  |
|                                            |                                           | lady Caroline Amelia Grosvenor        | lady Elizabeth Mary Leveson-Gower             |  |  |       |  |  |                                       |  |  |                                        |  |
|                                            |                                           | lady Caroline Amelia Grosvenor        |                                               |  |  |       |  |  |                                       |  |  |                                        |  |